# نظريات التفرد (بينروز-هوكينج)
إن نظريات التفرد (بنروز-هوكينج) (بالإنجليزية: Penrose–Hawking singularity theorems)‏ (بعد روجر بنروز وستيفن هوكينج) هي مجموعة من النتائج في النسبية العامة التي تحاول الإجابة على سؤال متى تنتج الجاذبية التفردات. حصل بنروز على جائزة نوبل في الفيزياء عام 2020 لاكتشافه أن تشكل الثقوب السوداء هو تنبؤ قوي للنظرية النسبية العامة، وهو ما شاركه مع رينهارد جينزل وأندريا جيز.

## التفرد
التفرد في حلول معادلات مجال أينشتاين هو أحد أمرين:
1. حالة يتم فيها ضغط المادة إلى نقطة (تفرد شبيه بالفضاء)
2. حالة تأتي فيها أشعة ضوئية معينة من منطقة ذات انحناء لانهائي (تفرد يشبه الزمن)

التفردات الشبيهة بالفضاء هي سمة من سمات الثقوب السوداء غير الدوارة غير المشحونة كما هو موصوف في مقياس شوارزشيلد، في حين أن التفردات الشبيهة بالوقت هي تلك التي تحدث في الحلول الدقيقة للثقب الأسود المشحون أو الدوار. يمتلك كلاهما خاصية عدم الاكتمال الجيوديسي، حيث لا يمكن تمديد مسار الضوء أو بعض مسار الجسيمات إلى ما بعد وقت مناسب معين أو معلمة أفيني (المعلمة الأفينية هي التناظرية الفارغة للوقت المناسب).
تضمن نظرية بنروز أن نوعًا من عدم الاكتمال الجيوديسي يحدث داخل أي ثقب أسود عندما تفي المادة بظروف طاقة معقولة. حالة الطاقة المطلوبة لنظرية تفرد الثقب الأسود ضعيفة: فهي تقول أن أشعة الضوء تتركز دائمًا معًا عن طريق الجاذبية ولا تنفصل أبدًا، وهذا ينطبق عندما تكون طاقة المادة غير سالبة.
نظرية تفرد هوكينغ هي للكون بأكمله، وتعمل بشكل عكسي في الزمن فهي تضمن أن الانفجار العظيم (الكلاسيكي) له كثافة لا نهائية. تكون هذه النظرية أكثر تقييدًا ولا يتم الاحتفاظ بها إلا عندما تخضع المادة لحالة طاقة أقوى، تسمى حالة الطاقة السائدة، حيث تكون الطاقة أكبر من الضغط. تخضع جميع المواد العادية، باستثناء قيمة توقع الفراغ للحقل القياسي، لهذا الشرط أثناء التضخم، ينتهك الكون حالة الطاقة السائدة، وقد قيل في البداية (على سبيل المثال من قبل ستاروبنسكي) أن الكوسمولوجيات التضخمية يمكن أن تتجنب تفرد الانفجار الأعظم الأولي ومع ذلك، فقد ثبت منذ ذلك الحين أن الكوسمولوجيات التضخمية لا تزال في الماضي غير مكتملة،  وبالتالي تتطلب فيزياء أخرى غير التضخم لوصف الحدود السابقة للمنطقة المتضخمة من الزمكان.
لا يزال السؤال مفتوحًا حول ما إذا كانت النسبية العامة (الكلاسيكية) تتنبأ بتفردات شبيهة بالوقت في داخل الثقوب السوداء الواقعية المشحونة أو الدوارة، أو ما إذا كانت هذه مصنوعات لحلول عالية التناظر وتتحول إلى تفردات شبيهة بالفضاء عند إضافة الاضطرابات.

## التفسير والأهمية
في النسبية العامة، التفرد هو المكان الذي يمكن أن تصل إليه الأشياء أو الأشعة الضوئية في وقت محدد حيث يصبح الانحناء غير محدود، أو يتوقف الزمكان عن كونه متشعب يمكن العثور على التفردات في جميع فضاءات الثقوب السوداء، مثل متري شوارزشيلد، ال متري ريسنر - نوردستروم، ال متري كير وال متري كير – نيومان، وفي جميع الحلول الكونية التي لا تحتوي على طاقة مجال عددي أو ثابت كوني.
لا يمكن للمرء أن يتنبأ بما قد ينتج عن تفرد الانفجار العظيم في ماضينا، أو ما يحدث لمراقب يقع «في» تفرد الثقب الأسود في المستقبل، لذا فهم يحتاجون إلى تعديل القانون الفيزيائي قبل بنروز، كان من الممكن تصور أن التفردات تتشكل فقط في المواقف المفتعلة على سبيل المثال، في انهيار ملف نجمة لتكوين ثقب أسود، إذا كان النجم يدور وبالتالي يمتلك بعضًا منه الزخم الزاوي، ربما قوة الطرد المركزي يتصدى جزئيًا للجاذبية ويمنع التفرّد من التكوّن. تثبت نظريات التفرد أن هذا لا يمكن أن يحدث، وأن التفرد سيتشكل دائمًا مرة واحدة أفق الحدث نماذج.
في مثال النجم المنهار، نظرًا لأن كل المادة والطاقة هي مصدر جاذبية في النسبية العامة، فإن الزخم الزاوي الإضافي يجذب النجم معًا بقوة أكبر عندما يتقلص: الجزء الموجود خارج أفق الحدث يستقر في النهاية إلى a ثقب أسود كير (نرى نظرية اللا شعر). الجزء الموجود داخل أفق الحدث له بالضرورة تفرد في مكان ما. البرهان بناء إلى حد ما - فهو يظهر أنه يمكن العثور على التفرد من خلال تتبع أشعة الضوء من سطح داخل الأفق. لكن الدليل لا يذكر أي نوع من التفرد يحدث، يشبه الفضاء، يشبه الزمن، أوربيفولد، قفز الانقطاع في المقياس. إنه يضمن فقط أنه إذا اتبع المرء الجيوديسية الشبيهة بالوقت في المستقبل، فمن المستحيل أن يتم إنشاء حدود المنطقة التي تشكلها الجيوديسية الفارغة من السطح. هذا يعني أن الحدود يجب أن تأتي من لا مكان أو أن المستقبل بأكمله ينتهي عند امتداد محدود.
تم الكشف عن ميزة «فلسفية» مثيرة للاهتمام للنسبية العامة من خلال نظريات التفرد. نظرًا لأن النسبية العامة تتنبأ بالحدوث الحتمي للفردات، فإن النظرية لا تكتمل بدون تحديد ما يحدث للمادة التي تضرب التفرد. يمكن للمرء أن يوسع النسبية العامة إلى نظرية مجال موحد، مثل نظام أينشتاين - ماكسويل - ديراك، حيث لا تحدث مثل هذه التفردات.

## عناصر النظريات
في التاريخ، هناك علاقة عميقة بين انحناء المشعب وطوبولوجيته. تنص نظرية (بونيه مايرز) على أن المشعب الريماني الكامل الذي يحتوي على انحناء ريتشي أكبر في كل مكان من ثابت إيجابي معين يجب أن يكون مضغوطًا. يتم تحديد حالة انحناء ريتشي الموجب بالطريقة التالية: لكل جيوديسي يوجد جيوديسيا موازية قريبة في البداية تنحني نحوها عند التمدد، وسيتقاطع الاثنان عند بعض الطول المحدد.
عندما يتقاطع جيوديسيا متوازيان قريبان، لم يعد امتداد أي منهما هو أقصر مسار بين نقطتي النهاية. والسبب هو أن مسارين جيوديسيين متوازيين يتصادمان بالضرورة بعد امتداد بطول متساوٍ، وإذا تم اتباع مسار واحد إلى التقاطع ثم الآخر، فأنت تربط نقاط النهاية بمسار غير جيوديسي متساوي الطول. هذا يعني أنه لكي يكون المسار الجيوديسي أقصر طولًا، يجب ألا يتقاطع مع الجيوديسيا المجاورة المتوازية.
بدءًا من كرة صغيرة وإرسال الجيوديسيا المتوازية من الحدود، بافتراض أن المنوع له انحناء ريتشي يحده من الأسفل ثابت إيجابي، ولا يعد أي من الجيوديسيا أقصر المسارات بعد فترة، نظرًا لأنها تصطدم جميعًا بجار. هذا يعني أنه بعد قدر معين من التمديد، تم الوصول إلى جميع النقاط الجديدة المحتملة. إذا كانت جميع النقاط في المشعب المتصل على مسافة جيوديسية محدودة من كرة صغيرة، فيجب أن يكون المجمع مضغوطًا.
جادل روجر بنروز بشكل مماثل في النسبية. إذا تم اتباع الجيوديسيا الفارغة، مسارات أشعة الضوء، في المستقبل يتم إنشاء نقاط في مستقبل المنطقة. إذا كانت نقطة ما على حدود مستقبل المنطقة، فلا يمكن الوصول إليها إلا بالسير بسرعة الضوء، وليس أبطأ، لذا فإن الجيوديسيا الفارغة تشمل كامل حدود المستقبل المناسب للمنطقة. عندما تتقاطع الجيوديسية الفارغة، فإنها لم تعد على حدود المستقبل، بل هي في باطن المستقبل. لذلك، إذا اصطدمت جميع الجيوديسيا الفارغة، فلا حدود للمستقبل.
في النسبية، يتم تحديد انحناء ريتشي، الذي يحدد خصائص تصادم الجيوديسيا، بواسطة موتر الطاقة، وإسقاطه على أشعة الضوء يساوي الإسقاط الصفري لموتّر زخم الطاقة ودائمًا غير سالب. هذا يعني أن حجم تطابق الجيوديسيا الصفرية المتوازية بمجرد أن يبدأ في التناقص سيصل إلى الصفر في وقت محدد. بمجرد أن يصبح الحجم صفرًا يكون هناك انهيار في بعض الاتجاهات، لذلك تتقاطع كل جيوديسية مع بعض الجيران.
خلص بنروز إلى أنه كلما كان هناك مجال تتقارب فيه جميع أشعة الضوء الصادرة (والداخلة) في البداية، فإن حدود مستقبل تلك المنطقة ستنتهي بعد امتداد محدود، لأن كل الجيوديسيا الفارغة ستتقارب. هذا مهم، لأن أشعة الضوء الخارجة لأي كرة داخل أفق حل الثقب الأسود كلها متقاربة، لذا فإن حدود مستقبل هذه المنطقة إما مضغوطة أو تأتي من لا مكان. ينتهي المستقبل الداخلي إما بعد امتداد محدود، أو أن يكون له حد يتم إنشاؤه في النهاية بواسطة أشعة ضوئية جديدة لا يمكن إرجاعها إلى الكرة الأصلية.

## طبيعة التفرد
تستخدم نظريات التفرد فكرة عدم الاكتمال الجيوديسي كبديل لوجود الانحناءات اللانهائية. عدم الاكتمال الجيوديسي هو فكرة وجود الجيوديسيا، ومسارات المراقبين عبر الزمكان، والتي لا يمكن تمديدها إلا لفترة محدودة كما تم قياسها بواسطة مراقب يسافر على طول واحد. من المفترض، في نهاية الجيوديسية سقط المراقب في حالة فردية أو واجه بعض الأمراض الأخرى التي تنهار فيها قوانين النسبية العامة.

### افتراضات النظريات
نموذجيًا لنظرية التفرد ثلاثة مكونات:
1. حالة طاقة في هذا الشأن.
2. شرط على الهيكل العالمي للزمكان.
3. الجاذبية قوية بما يكفي (في مكان ما) لاحتجاز منطقة.

هناك احتمالات مختلفة لكل مكون، وكل منها يؤدي إلى نظريات تفرد مختلفة.

### الأدوات المستخدمة
الأداة الرئيسية المستخدمة في صياغة وإثبات نظريات التفرد هي معادلة (Raychaudhuri)، التي تصف الاختلاف {\displaystyle \theta } تطابق (عائلة) الجيوديسيا. يتم تعريف تباعد التطابق على أنه مشتق من سجل محدد حجم التطابق. معادلة (Raychaudhuri) هي {\displaystyle {\dot {\theta }}=-\sigma _{ab}\sigma ^{ab}-{\frac {1}{3}}\theta ^{2}-{E[{\vec {X}}]^{a}}_{a}}
أين {\displaystyle \sigma _{ab}} هو موتر القص للتطابق و {\displaystyle {E[{\vec {X}}]^{a}}_{a}=R_{mn}\,X^{m}\,X^{n}} يُعرف أيضًا باسم (Raychaudhuri) القياسي (راجع صفحة التطابق للحصول على التفاصيل). النقطة الأساسية هي أن {\displaystyle {E[{\vec {X}}]^{a}}_{a}} ستكون غير سالبة بشرط أن تحمل معادلات مجال أينشتاين.
- حالة الطاقة الفارغة صحيحة والتطابق الجيوديسي لاغٍ، أو
- حالة الطاقة القوية صامدة والتطابق الجيوديسي متشابه في الوقت المناسب.

عندما تصمد هذه، يصبح الاختلاف غير محدود عند بعض القيمة المحدودة للمعامل الأفيني. وبالتالي، فإن جميع الجيوديسيا التي تغادر نقطة ما سوف تتجمع في النهاية بعد وقت محدود، بشرط أن تكون حالة الطاقة المناسبة ثابتة، وهي نتيجة تُعرف أيضًا باسم

### نظرية التركيز
1. لنفترض أن لدينا زمكانًا قطعيًا عالميًا، ونقطتان {\displaystyle p} و {\displaystyle q} يمكن توصيله بمنحنى زمني أو منحنى فارغ . ثم يوجد اتصال جيوديسي بطول أقصى {\displaystyle p} و {\displaystyle q}. نسمي هذا الجيوديسية {\displaystyle \gamma }.
2. الجيوديسية {\displaystyle \gamma } يمكن أن يتنوع إلى منحنى أطول إذا كان منحنى جيوديسي آخر {\displaystyle p} يتقاطع {\displaystyle \gamma } في نقطة أخرى تسمى النقطة المرافقة.
3. من نظرية التركيز، نعلم أن جميع الجيوديسيا من {\displaystyle p} لها نقاط مترافقة بقيم محدودة للمعامل الأفيني. على وجه الخصوص، هذا صحيح بالنسبة للجيوديسية ذات الطول الأقصى. لكن هذا تناقض – لذلك يمكن للمرء أن يستنتج أن الزمكان غير مكتمل جيوديسياً.

في النسبية العامة، توجد عدة إصدارات من نظرية تفرد بينروز-هوكينج. تنص معظم الإصدارات، تقريبًا، على أنه إذا كان هناك سطح فارغ محاصر وكانت كثافة الطاقة غير سالبة، فهناك جيوديسية ذات طول محدود لا يمكن تمديدها.
تثبت هذه النظريات، بالمعنى الدقيق للكلمة، أن هناك واحدًا على الأقل من الجيوديسيا غير الفضائي الذي يمكن تمديده بشكل محدود فقط إلى الماضي ولكن هناك حالات تحصل فيها شروط هذه النظريات على مثل هذه الطريقة التي تنتهي بها جميع مسارات الزمكان الموجهة في الماضي عند تفرد.

### إصدارات
هناك العديد من الإصدارات. ها هي النسخة الفارغة:
افترض
1. حالة الطاقة الفارغة تحمل.
2. لدينا سطح كوشي متصل غير مضغوط.
3. لدينا سطح فارغ مغلق محاصر {\displaystyle {\mathcal {T}}} .

بعد ذلك، إما أن يكون لدينا نقص جيوديسي فارغ، أو منحنيات زمنية مغلقة .
رسم تخطيطي للإثبات: الإثبات بالتناقض. حدود مستقبل {\displaystyle {\mathcal {T}}} و {\displaystyle {\dot {J}}({\mathcal {T}})} يتم إنشاؤه بواسطة مقاطع جيوديسية فارغة تنشأ من {\displaystyle {\mathcal {T}}} مع نواقل متعامدة لها. كونه سطحًا فارغًا محاصرًا، من خلال معادلة (Raychaudhuri) الفارغة، فإن كلتا عائلتين من الأشعة الفارغة تنبثق من {\displaystyle {\mathcal {T}}} سيواجه المواد الكاوية. (المادة الكاوية في حد ذاتها غير مشكلة. على سبيل المثال، فإن حدود مستقبل نقطتين منفصلتين شبيهتين بالفضاء هي اتحاد مخروطين ضوئيين مستقبليين مع إزالة الأجزاء الداخلية من التقاطع. تحدث المواد الكاوية حيث تتقاطع المخاريط الضوئية، ولكن لا توجد فرادة هناك.) توليد الفراغات الجيوديسية {\displaystyle {\dot {J}}({\mathcal {T}})} يجب أن تنتهي، مع ذلك أي تصل إلى نقاط النهاية المستقبلية عند أو قبل المواد الكاوية. خلاف ذلك، يمكننا أن نأخذ جزأين جيوديسيين فارغين – تغيير في المادة الكاوية – ثم قم بتشويهها قليلاً للحصول على منحنى زمني يربط نقطة على الحدود بنقطة ما {\displaystyle {\mathcal {T}}} ، تناقض. ولكن كما {\displaystyle {\mathcal {T}}} مضغوط، بالنظر إلى معلمات أفيني مستمرة للمولدات الجيوديسية، يوجد حد أدنى للقيمة المطلقة لمعلمة التمدد لذلك، نعلم أن المواد الكاوية ستتطور لكل مولد قبل انقضاء ارتباط موحد في المعلمة الأفينية. نتيجة ل، {\displaystyle {\dot {J}}({\mathcal {T}})} يجب أن يكون مضغوطًا. إما أن نكون قد أغلقنا منحنيات شبيهة بالزمن، أو يمكننا بناء تطابق من خلال منحنيات شبيهة بالوقت، ويجب على كل واحد منهم أن يتقاطع مع سطح كوشي غير المضغوط مرة واحدة بالضبط. ضع في اعتبارك كل هذه المنحنيات الزمنية التي تمر عبرها {\displaystyle {\dot {J}}({\mathcal {T}})} وإلقاء نظرة على صورتهم على سطح كوشي. كونها خريطة مستمرة، يجب أن تكون الصورة مضغوطة أيضًا. نظرًا لكونها تطابقًا زمنيًا، لا يمكن أن تتقاطع المنحنيات التي تشبه الوقت، وبالتالي، فإن الخريطة هي حقنة. إذا كان سطح (Cauchy) غير مضغوط، فإن الصورة لها حدود. نحن نفترض أن الزمكان يأتي في قطعة واحدة متصلة. لكن {\displaystyle {\dot {J}}({\mathcal {T}})} مضغوط وغير محدد لأن حدود الحدود فارغة. لا يمكن لخريطة الحقن المستمرة أن تخلق حدودًا، مما يعطينا تناقضنا.
الثغرات : في حالة وجود منحنيات شبيهة بالزمن مغلقة ، فلا يجب أن تتقاطع المنحنيات التي تشبه الزمن مع سطح كوشي الجزئي. إذا كان سطح كوشي مضغوطًا ، أي أن الفضاء مضغوط ، فإن المولدات الجيوديسية الفارغة للحدود يمكن أن تتقاطع في كل مكان لأنها يمكن أن تتقاطع على الجانب الآخر من الفضاء.
توجد أيضًا إصدارات أخرى من النظرية تتضمن حالة الطاقة الضعيفة أو القوية.

### الجاذبية المعدلة
في الجاذبية المعدلة، لا تصمد معادلات مجال أينشتاين وبالتالي لا تنشأ بالضرورة هذه التفردات. على سبيل المثال، في الجاذبية المشتقة اللانهائية، من الممكن لـ {\displaystyle {E[{\vec {X}}]^{a}}_{a}} لتكون سالبة حتى لو بقيت حالة الطاقة الخالية.